# Chancé
Chancé (Bretonisch: Kantieg) ist eine Ortschaft und eine Commune déléguée in der französischen Gemeinde Piré-Chancé mit 322 Einwohnern (Stand: 1. Januar 2022) im Département Ille-et-Vilaine in der Region Bretagne. Die Einwohner werden Chancéens genannt.
Die Gemeinde Chancé wurde am 1. Januar 2019 mit Piré-sur-Seiche zur Commune nouvelle Piré-Chancé zusammengeschlossen. Sie gehörte zum Arrondissement Rennes und zum Kanton Châteaugiron.

## Geographie
Chancé liegt etwa 27 Kilometer ostsüdöstlich von Rennes. Umgeben wurde die Gemeinde Chancé von den Nachbargemeinden Domagné im Norden und Nordwesten, Louvigné-de-Bais im Norden und Nordosten, Bais im Osten und Südosten, Moulins im Süden sowie Piré-sur-Seiche im Westen und Südwesten.

## Bevölkerungsentwicklung
| Jahr                      | 1962 | 1968 | 1975 | 1982 | 1990 | 1999 | 2006 | 2013 |
| Einwohner                 | 284  | 282  | 201  | 197  | 209  | 246  | 292  | 304  |
| Quelle: Cassini und INSEE |      |      |      |      |      |      |      |      |

## Sehenswürdigkeiten
- Kirche Saint-Pierre
- Kapelle Saint-Marc-et-Saint-Marcoul

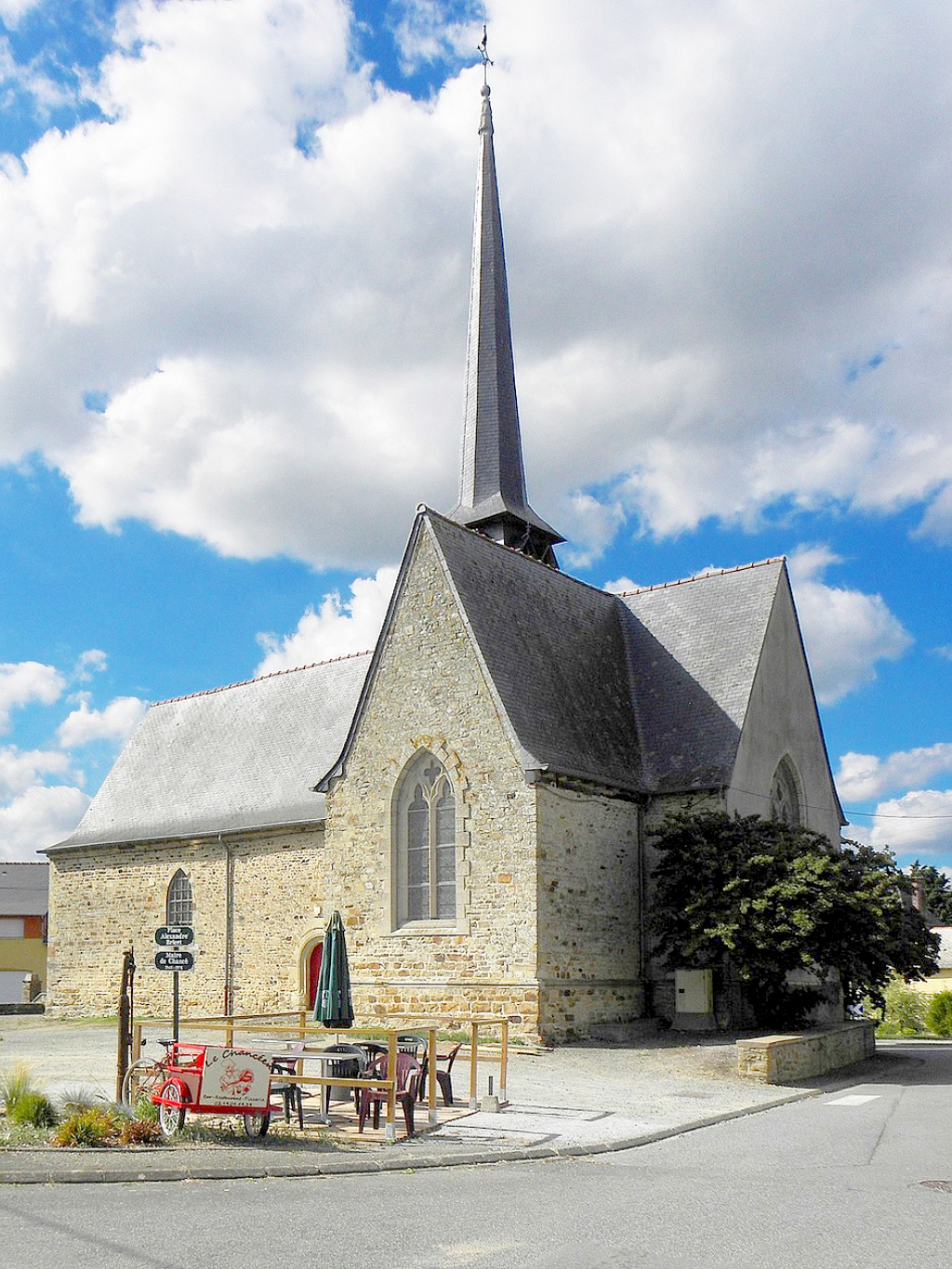
Kirche Saint-Píerre
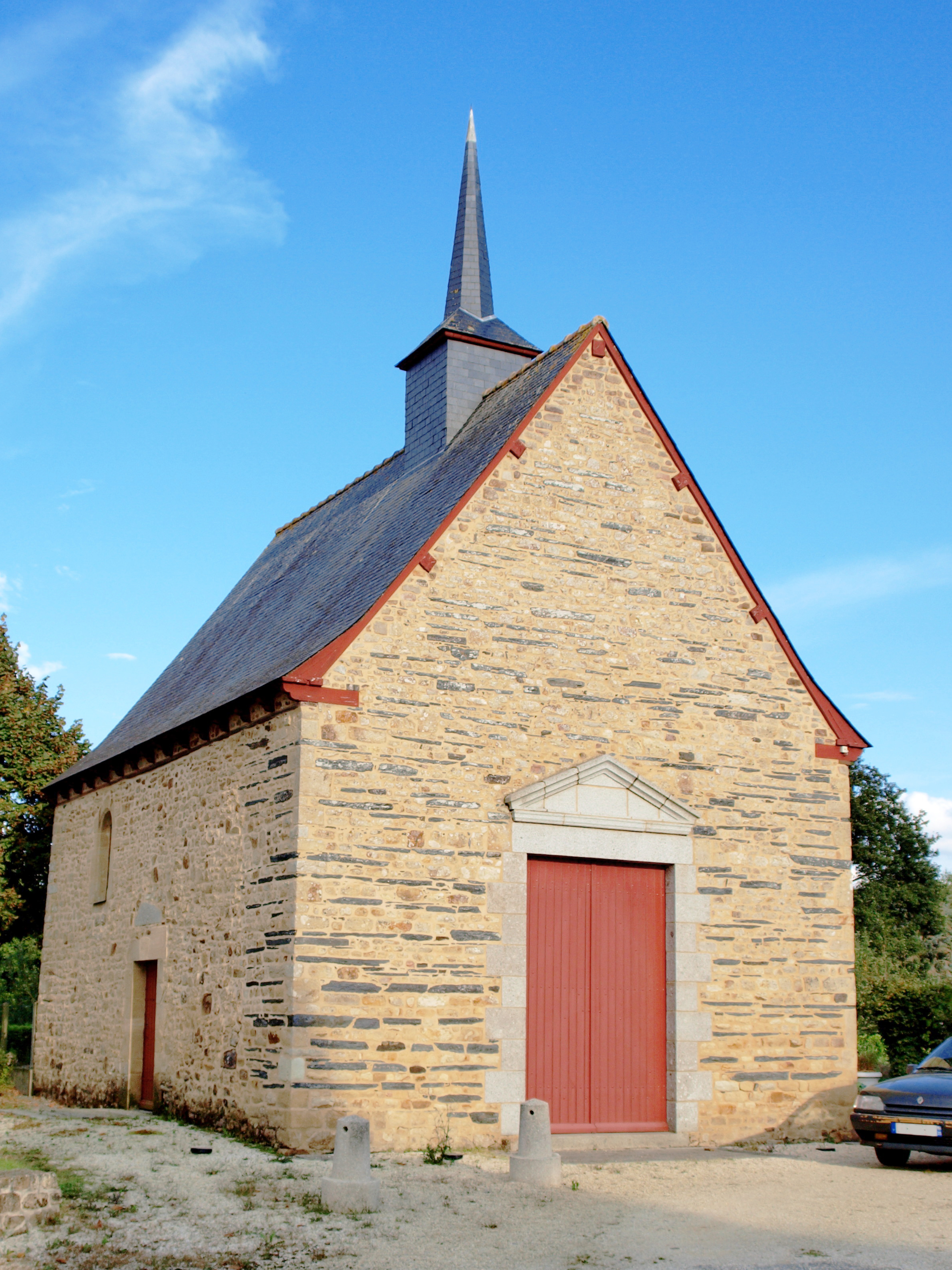
Kapelle Saint-Marc-et-Saint-Marcoul